# Phosphoribosylaminoimidazolesuccinocarboxamide synthase
 Trong sinh học phân tử, domain protein SAICAR synthase là một enzyme xúc tác phản ứng tạo ra SAICAR. Trong enzyme học, danh pháp của protein này là phosphoribosylaminoimidazolesuccinocarboxamide synthase (EC 6.3.2.6). Đây là enzyme xúc tác cho phản ứng hóa học
ATP + 5-amino-1-(5-phospho-D-ribosyl)imidazole-4-carboxylate + L-aspartate {\displaystyle \rightleftharpoons }{\displaystyle \rightleftarrows } ADP + phosphate + (S)-2-[5-amino-1-(5-phospho-D-ribosyl)imidazole-4-carboxamido]succinate
3 chất tham gia phản ứng của enzyme này là ATP, 5-amino-1- (5-phospho-D-ribosyl) imidazole-4-carboxylate và L-aspartate và 3 sản phẩm là ADP, phosphate và (S)-2-[5-amino-1-(5-phospho-D-ribosyl)imidazole-4-carboxamido]succinate.
Enzyme này thuộc họ ligase, đặc biệt là những chất hình thành liên kết carbon-nitơ dưới dạng ligase amino acid loại D (peptide synthase). Tên hệ thống của lớp enzyme này là 5-amino-1-(5-phospho-D-ribosyl)imidazole-4-carboxylate:L-aspartate ligase (dạng ADP). Enzyme này tham gia vào quá trình chuyển hóa purine.
Họ protein đặc biệt này có tầm quan trọng rất lớn vì nó tìm thấy trong cả ba vực sinh học. Protein này tham gia vào gia đoạn bảy trong con đường sinh tổng hợp purine. Purine rất quan trọng đối với tất cả các tế bào vì chúng tham gia vào quá trình chuyển hóa năng lượng và tổng hợp DNA. Các nhà nghiên cứu khoa học đặc biệt quan tâm purine vì nghiên cứu về con đường sinh tổng hợp purine có thể tạo ra tiền đề cho sự phát triển của các loại thuốc hóa trị liệu. Điều này là do hầu hết các tế bào ung thư thiếu con đường trục vớt nucleotide adenine, hoàn toàn dựa vào con đường SAICAR.

## Domain protein
domain protein được tìm thấy ở sinh vật nhân thực, vi khuẩn và vi khuẩn cổ. Nó rất quan trọn đối với các sinh vật vì nó xúc tác một bước trong con đường sinh tổng hợp purine giúp chuyển hóa năng lượng và tổng hợp DNA.

### Chức năng domain protein
Ở vi khuẩn và thực vật, domain protein này chỉ xúc tác cho quá trình tổng hợp SAICAR.  Tuy nhiên, ở động vật có vú, cũng có hoạt động xúc tác phosphoribosylaminoimidazole carboxylase (AIRC).

### Cấu trúc domain protein
Protein này có cấu trúc octamer, được tạo thành từ 8 tiểu đơn vị giống hệt nhau. Mỗi monomer bao gồm một domain trung tâm và chuỗi xoắn alpha đầu C. Domain trung tâm bao gồm một tấm beta là năm sợi song song với ba chuối xoắn alpha một mặt của tấm và hai chuỗi xoắn alpha ở mặt còn lại, tạo thành hình bánh sandwich ba lớp (lớp alpha - lớp beta - lớp alpha).

## Tên thường gọi khác
- phosphoribosylaminoimidazole-succinocarboxamide synthetase,
- PurC,
- SAICAR synthetase,
- 4-(N-succinocarboxamide)-5-aminoimidazole synthetase,
- 4-[(N-succinylamino)carbonyl]-5-aminoimidazole ribonucleotide,
- synthetase,
- SAICARs,
- phosphoribosylaminoimidazolesuccinocarboxamide synthetase,
- 5-aminoimidazole-4-N-succinocarboxamide ribonucleotide synthetase.